# 유럽 핸드볼 연맹
유럽 핸드볼 연맹(European Handball Federation, EHF)은 유럽 핸드볼을 총괄하는 유럽 기구이다. 1991년 11월에 설립되었으며 오스트리아 비엔나에 본부를 두고 있다. 현재 49개국이 가입하였으며 유럽 핸드볼 선수권 대회, EHF 챔피언스리그와 EHF 챌린지 컵, EHF 컵, EHF 컵 위너스컵 등 여러 핸드볼관련 유럽 컵대회를 열고있다.